# Ayo Technology
"Ayo Technology" é o quarto single do terceiro álbum de estúdio de 50 Cent, Curtis (2007). A canção tem participação de Justin Timberlakee Timbaland. O HipHopDX.com reportou que 50 Cent teve que retrabalhar a canção devido a pressões da Universal Music Group (gravadora-mãe do selo de 50 Cent, Interscope Records) devido ao fato da canção ser muito explícita para tocar na mídia. O videoclipe da canção, que originalmente seria lançado no YouTube, foi censurado devido a isso (apesar de ter sido lançado depois em 2 de agosto de 2007). O HipHopDX também reportou que a canção foi renomeada várias vezes. Seu primeiro título foi "Ayo Pornography", depois foi mudado para "Ayo Technology" e depois para "She Wants It". Finalmente, o título da canção voltou a ser "Ayo Technology".

## Faixas
CD Single
1. "Ayo Technology" (Versão "Limpa") - 4:10
2. "Ayo Technology" (Versão do Álbum) - 4:10
3. "Ayo Technology" (Instrumental) - 4:10
4. "Ayo Technology" (A cappella) - 3:40

## Posições
| Top (2007)                         | Melhor posição |
| ---------------------------------- | -------------- |
| Alemanha                           | 3              |
| Austrália - Parada de Singles ARIA | 10             |
| Áustria                            | 23             |
| Canadá                             | 12             |
| EUA - Billboard Hot 100            | 3              |
| EUA - Billboard Pop 100            | 23             |
| Finlândia                          | 7              |
| Holanda                            | 21             |
| Irlanda                            | 9              |
| Noruega                            | 7              |
| Nova Zelândia                      | 1              |
| Polônia                            | 58             |
| Portugal - Top 50 Nacional         | 46             |
| Reino Unido - UK Singles Chart     | 10             |
| Romênia                            | 69             |